# Beurey
Beurey – miejscowość i gmina we Francji, w regionie Grand Est, w departamencie Aube.
Według danych na rok 1990 gminę zamieszkiwało 166 osób, a gęstość zaludnienia wynosiła 10 osób/km².

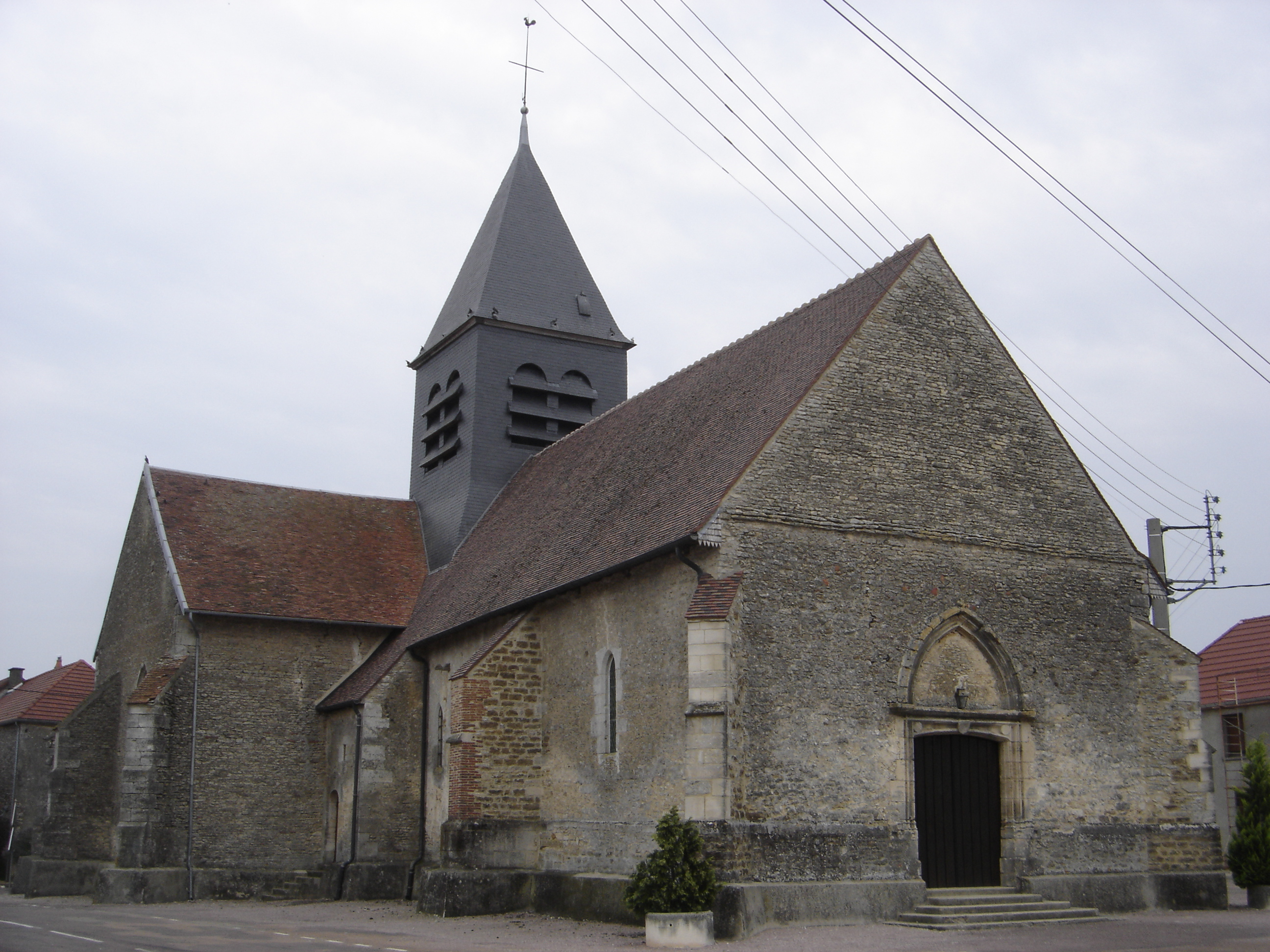
Kościół w Beurey, 2009